# بطولة إفريقيا لكرة اليد للرجال 2024
بطولة أفريقيا لكرة اليد للرجال 2024 هي النسخة السادسة والعشرون من بطولة إفريقيا لكرة اليد للرجال، والتي أقيمت في الفترة من 17 إلى 27 يناير 2024 في مصر للمرة الثانية على التوالي بعد نسخة 2022. وهي البطولة المؤهلة لبطولة العالم لكرة اليد للرجال 2025 في كرواتيا، الدنمارك والنرويج. حيث تتأهل الدول الخمس الأولى.

## المنتخبات المشاركة
| البلد                       | المنطقة | المشاركات السابقة في البطولة |
| --------------------------- | ------- | --- |
| تونس                        | 1       | 25 (1974 [الإنجليزية], 1976 [الإنجليزية], 1979 [الإنجليزية], 1981 [الإنجليزية], 1983 [الإنجليزية], 1985 [الإنجليزية], 1987 [الإنجليزية], 1989 [الإنجليزية], 1991 [الإنجليزية], 1992 [الإنجليزية], 1994 [الإنجليزية], 1996 [الإنجليزية], 1998 [الإنجليزية], 2000 [الإنجليزية], 2002 [الإنجليزية], 2004 [الإنجليزية], 2006, 2008 [الإنجليزية], 2010، 2012، 2014، 2016، 2018، 2020، 2022) |
| الجزائر                     | 1       | 24 (1976 [الإنجليزية], 1979 [الإنجليزية], 1981 [الإنجليزية], 1983 [الإنجليزية], 1985 [الإنجليزية], 1987 [الإنجليزية], 1989 [الإنجليزية], 1991 [الإنجليزية], 1992 [الإنجليزية], 1994 [الإنجليزية], 1996 [الإنجليزية], 1998 [الإنجليزية], 2000 [الإنجليزية], 2002 [الإنجليزية], 2004 [الإنجليزية], 2006, 2008 [الإنجليزية], 2010، 2012، 2014، 2016، 2018، 2020، 2022)                    |
| مصر                         | 5       | 23 (1979 [الإنجليزية], 1981 [الإنجليزية], 1983 [الإنجليزية], 1985 [الإنجليزية], 1987 [الإنجليزية], 1989 [الإنجليزية], 1991 [الإنجليزية], 1992 [الإنجليزية], 1994 [الإنجليزية], 1996 [الإنجليزية], 1998 [الإنجليزية], 2000 [الإنجليزية], 2002 [الإنجليزية], 2004 [الإنجليزية], 2006, 2008 [الإنجليزية], 2010، 2012، 2014، 2016، 2018، 2020، 2022)                                       |
| الكونغو                     | 4       | 20 (1979 [الإنجليزية], 1981 [الإنجليزية], 1983 [الإنجليزية], 1985 [الإنجليزية], 1987 [الإنجليزية], 1989 [الإنجليزية], 1991 [الإنجليزية], 1994 [الإنجليزية], 1996 [الإنجليزية], 1998 [الإنجليزية], 2002 [الإنجليزية], 2004 [الإنجليزية], 2006، 2010، 2012، 2014، 2016، 2018، 2020) |
| المغرب                      | 1       | 19 (1987 [الإنجليزية], 1989 [الإنجليزية], 1991 [الإنجليزية], 1992 [الإنجليزية], 1994 [الإنجليزية], 1996 [الإنجليزية], 1998 [الإنجليزية], 2000 [الإنجليزية], 2002 [الإنجليزية], 2004 [الإنجليزية], 2006, 2008 [الإنجليزية], 2010, 2012, 2014، 2016، 2018، 2020, 2022) |
| أنغولا                      | 6       | 17 (1981 [الإنجليزية], 1983 [الإنجليزية], 1985 [الإنجليزية], 1987 [الإنجليزية], 1989 [الإنجليزية], 1998 [الإنجليزية], 2002 [الإنجليزية], 2004 [الإنجليزية], 2006, 2008 [الإنجليزية], 2010، 2012، 2014، 2016، 2018، 2020, 2022) |
| الكاميرون                   | 4       | 16 (1974 [الإنجليزية], 1976 [الإنجليزية], 1979 [الإنجليزية], 1996 [الإنجليزية], 1998 [الإنجليزية], 2002 [الإنجليزية], 2004 [الإنجليزية], 2006, 2008 [الإنجليزية], 2010، 2012، 2014، 2016، 2018، 2020, 2022) |
| نيجيريا                     | 3       | 12 (1979 [الإنجليزية], 1981 [الإنجليزية], 1996 [الإنجليزية], 1998 [الإنجليزية], 2002 [الإنجليزية], 2006, 2018 [الإنجليزية], 2010، 2014، 2018، 2020, 2022) |
| جمهورية الكونغو الديمقراطية | 4       | 9 (1992 [الإنجليزية], 2000 [الإنجليزية], 2002 [الإنجليزية], 2004 [الإنجليزية], 2006, 2008 [الإنجليزية], 2010، 2014، 2016، 2018، 2020, 2022) |
| الغابون                     | 4       | 9 (2000 [الإنجليزية], 2002 [الإنجليزية], 2006، 2010، 2014، 2016, 2018, 2020, 2022) |
| ليبيا                       | 1       | 5 ( 2004 [الإنجليزية], 2010، 2014، 2016، 2020) |
| كينيا                       | 5       | 4 (2004 [الإنجليزية], 2016، 2020, 2022) |
| غينيا                       | 2       | 3 (1981 [الإنجليزية], 2020, 2022) |
| الرأس الأخضر                | 2       | 2 (2020, 2022) |
| زامبيا                      | 6       | 2 (2020, 2022) |
| رواندا                      | 5       | أول مشاركة |

## القرعة
تم إجراء القرعة في 15 نوفمبر 2023 بالقاهرة، وأسفرت عن النتائج التالية :
| المجموعة 1                                                     | المجموعة 2                          | المجموعة 3                           | المجموعة 4                        |
| -------------------------------------------------------------- | ----------------------------------- | ------------------------------------ | --------------------------------- |
| - الرأس الأخضر - جمهورية الكونغو الديمقراطية - زامبيا - رواندا | - مصر - الكونغو - الكاميرون - غينيا | - الجزائر - المغرب - الغابون - ليبيا | - تونس - أنغولا - نيجيريا - كينيا |

## الترتيب النهائي
| الترتيب | الفريق                      |
| ------- | --------------------------- |
|         | مصر                         |
|         | الجزائر                     |
|         | تونس                        |
| 4       | الرأس الأخضر                |
| 5       | غينيا                       |
| 6       | جمهورية الكونغو الديمقراطية |
| 7       | المغرب                      |
| 8       | أنغولا                      |
| 9       | نيجيريا                     |
| 10      | الكاميرون                   |
| 11      | الغابون                     |
| 12      | ليبيا                       |
| 13      | الكونغو                     |
| 14      | رواندا                      |
| 15      | كينيا                       |
| 16      | زامبيا                      |

فازت مصر باللقب للمرة التاسعة في تاريخها و تأهلت مباشرة إلى الألعاب الأولمبية 2024 بباريس في فرنسا.